# Korapat Kirdpan
Korapat Kirdpan (tiếng Thái: กรภัทร์ เกิดพันธุ์, phiên âm: Co-ra-bát Kít-ban, sinh ngày 18 tháng 12 năm 2000) còn có nghệ danh là Nanon (นนน) là một diễn viên mang hai dòng máu Thái - Việt được biết đến với vai được biết đến với vai diễn chính trong bộ phim truyền hình Senior Secret Love: My Lil Boy (2016), My Dear Loser: Edge of 17 (2017), The Gifted (2018), Blacklist (2019) và Turn Left Turn Right (2020). Mới đây nhất, anh góp mặt trong bộ phim Bad Buddy Series (2021) và phim điện ảnh hợp tác Thái - Việt đầu tiên về đề tài học đường Mỹ nhân Thần Sách.

## Tiểu sử
Nanon sinh ngày 18 tháng 12 năm 2000 tại Bangkok, Thái Lan, cha anh là diễn viên người Thái Khunakorn Kirdpan. Anh có bà ngoại là người Việt Nam gốc ở Huế. Anh có một em gái, tên là Pitchaporn Kirdpan. Lê Trúc Anh (Chanunphat Kamolkiriluck) (Top 8 The Face Vietnam 2017) là họ hàng với anh. 
Anh tốt nghiệp Trường Amatyakul và hiện đang theo học ngành Diễn xuất và Đạo diễn Điện ảnh tại ban Đổi mới Truyền thông Xã hội, Đại học Srinakharinwirot.

## Sự nghiệp
Korapat bắt đầu sự nghiệp của mình bằng cách quay nhiều quảng cáo truyền hình kể từ khi anh 3 tuổi, và bắt đầu sự nghiệp diễn xuất đầu tiên của mình trong vai khách mời "M" trong Hormones 2 vào năm 2014. Năm 2015, anh vào vai phụ trong Ugly Duckling: Don't và Love Flight, là các bộ phim do GMM 25 sản xuất, anh cũng quay trở lại với vai "M" trong Hormones 3.
Năm 2016, anh tham gia vai phụ trong phim Little Big Dream. Sau này anh được biết đến nhiều hơn qua các vai chính trong Senior Secret Love: My Lil Boy & My Lil Boy 2 (2016) với Kanyawee Songmuang, My Dear Loser: Edge of 17 (2017), The Gifted (2018) và The Gifted: Graduation (2020).

## Các bộ phim đã từng tham gia

### Phim điện ảnh
| Năm  | Tên phim                            | Vai       | Ghi chú                                 |
| ---- | ----------------------------------- | --------- | --------------------------------------- |
| 2021 | Bookworm Beauty (Mỹ Nhân Thần Sách) | Đình Quân | Vai chính Phim hợp tác giữa Việt - Thái |
| 2022 | SLR                                 | Dan       | Vai chính                               |
| 2023 | My Precious                         | Tong      | Vai chính                               |

### Phim truyền hình
| Năm  | Tên phim                                | Vai                  | Ghi chú       |
| ---- | --------------------------------------- | -------------------- | ------------- |
| 2013 | E-Sa Raweechuangchoti (The Actress)     | Cậu bé dọn dẹp       | Vai khách mời |
| 2014 | Hormones The Series Season 2            | M (Anh trai của Oil) | Vai khách mời |
| 2015 | Hormones 3 The Final Season             | M (Anh trai của Oil) | Vai khách mời |
| 2015 | Ugly Duckling: Don't                    | Plawan               | Vai phụ       |
| 2015 | Wonder Teacher                          | Book                 | Vai phụ       |
| 2016 | Senior Secret Love: My Lil Boy          | S                    | Vai chính     |
| 2016 | Senior Secret Love: My Lil Boy 2        | S                    | Vai chính     |
| 2017 | The Legend of King Naresuan: The Series | Minchit Sra          | Vai chính     |
| 2017 | My Dear Loser: Edge of 17               | Oh                   | Vai chính     |
| 2017 | My Dear Loser: Happy Ever After         | Oh                   | Khách mời     |
| 2017 | Ways To Protect Relationship            | Jay                  | Vai chính     |
| 2017 | Ra Raerng Fai                           | Chakrit (nhỏ)        | Vai chính     |
| 2018 | YOUniverse                              | Knight               | Vai chính     |
| 2018 | The Gifted                              | Pang Pawares         | Vai chính     |
| 2019 | Blacklist                               | Traffic              | Vai chính     |
| 2020 | Turn Left Turn Right                    | Tai                  | Vai chính     |
| 2020 | The Gifted: Graduation                  | Pang Pawares         | Vai chính     |
| 2020 | The Leaked                              | Tor                  | Vai chính     |
| 2021 | Remember You                            | Charas               | Khách mời     |
| 2021 | Bad Buddy Series                        | Pran                 | Vai chính     |
| 2021 | 55:15 Never Too Late                    | San                  | Vai chính     |
| 2021 | Oh My Sweethart                         | Trin (trẻ)           | Khách mời     |
| 2022 | Vice Versa                              | "Tun" / Pakorn       | Vai phụ       |
| 2023 | Midnight Series: Dirty Laundry          | Night                | Vai chính     |
| 2023 | Unidentified Mysterious Girlfriend      | Mew                  | Vai chính     |
| 2023 | Midnight Museum                         | Ton/ The One         | Khách mời     |
| 2023 | The Jungle                              | Nannam - Nanfah      | Vai chính     |
| 2023 | Our Skyy 2                              | Pran                 | Vai chính     |
| 2024 | My Precious                             | Tong                 | Vai chính     |
| 2024 | Scarlet Heart                           |                      | Vai chính     |

## TV show
| Năm  | Tên chương trình                                 | Đài          | Ghi chú                                                              |
| ---- | ------------------------------------------------ | ------------ | -------------------------------------------------------------------- |
| 2014 | Hormones: The Next Gen                           | One31        |                                                                      |
| 2015 | Talk with Toey Tonight                           | GMM25        | Tập 54, 71, 121                                                      |
| 2016 | Let's Play Challenge                             | One31        | Tập 8, 17                                                            |
| 2016 | Cougar on the Prowl                              | GMM25        | Tập 8                                                                |
| 2017 | Game of Teens                                    | GMM25        | Tập 31-32                                                            |
| 2017 | Q&A with Admin                                   |              | Tập 6                                                                |
| 2018 | School Rangers                                   | GMM25        |                                                                      |
| 2018 | The Driver                                       | LIVE TV      | Tập 102                                                              |
| 2018 | Beauty & the Babes My First Date                 | GMM25        |                                                                      |
| 2018 | Talk with Toey One Night                         | One31        | Tập 4, 38                                                            |
| 2018 | Cougar on the Prowl Season 2                     | GMM25        | Tập 7                                                                |
| 2018 | Yai & the Grandsons                              |              | Tập 7, 8,13                                                          |
| 2018 | Tred Tray Fest with Tay Tawan                    | GMM25        | Tập 12                                                               |
| 2018 | TayNew Meal Date                                 |              | Tập 6                                                                |
| 2019 | 5 Golden Rings                                   | Channel 7    |                                                                      |
| 2019 | Arm Share                                        | LIVE TV      | Tập 29, 46, 56, 62, 81, 83, 88, 90, 102, 111, 113, 126, 139-141, 152 |
| 2019 | Let's Play Challenge Special                     | GMMTV        | Tập 8                                                                |
| 2019 | Beauty & the Babes Season 2                      | GMM25        | Tập 1                                                                |
| 2019 | Homelywood                                       |              | Tập 10                                                               |
| 2019 | Jen Jud God Jig                                  | LIVE TV      | Tập 12                                                               |
| 2019 | Be My Baby                                       | GMM25        | Tập 5                                                                |
| 2020 | SosatSeoulsay                                    |              | Tập 124                                                              |
| 2020 | Share Loma                                       | Youtube      | Tập 16                                                               |
| 2020 | Nanon Everywhere                                 |              |                                                                      |
| 2020 | Triple N Challenge                               |              |                                                                      |
| 2020 | Off Gun Fun Night Special                        | GMM25        | Tập 5                                                                |
| 2020 | Play Zone                                        |              | Tập 2                                                                |
| 2020 | Friend Drive                                     | GMM25        | Tập 20                                                               |
| 2020 | GoyNattyDream - Would You Love Us If We Love You | Youtube      | Tập 77                                                               |
| 2020 | LogLog                                           |              | Tập 17                                                               |
| 2020 | The Wall Song                                    | Workpoint TV | Tập 83, 143                                                          |
| 2021 | Unline                                           |              |                                                                      |
| 2021 | Talk with ToeyS                                  | GMM25        | Tập 44, 156                                                          |
| 2021 | Krahai Lao                                       | GMMTV        | Tập 10, 17                                                           |
| 2021 | OffGun Mommy Taste Special                       | GMMTV        | Tập 3                                                                |
| 2021 | Live At Lunch Season 2                           | Youtube      | Tập 15                                                               |
| 2021 | Live At Lunch: Friend Lunch Friend Live          | Youtube      | Tập 8                                                                |
| 2021 | T-Pop Stage Show                                 | Workpoint TV | Tập 2                                                                |
| 2021 | E.M.S Earth - Mix Space Season 1                 | GMM25        | Tập 13                                                               |
| 2021 | Ohm vs Nanon                                     |              |                                                                      |
| 2021 | Safe House Season 2: Winter Camp                 | GMMTV        |                                                                      |
| 2022 | Sound Check 2022                                 |              | Tập 3, 6                                                             |
| 2022 | Ohm Nanon Upvel                                  | GMMTV GMM 25 |                                                                      |
| 2022 | Baddy 3 Friends                                  | Youtube      | Tập 13                                                               |
| 2022 | Laneige Weekend Special                          | Youtube      | Tập 1-2                                                              |
| 2022 | Asoramit                                         | GMMTV GMM 25 | Tập 1                                                                |
| 2022 | The Story                                        | One31        | Tập 5                                                                |
| 2022 | 10 Fight 10 Season 3                             | Workpoint TV | Tập 3                                                                |
| 2023 | Sound Check 2023                                 | One31        | Tập 43, 62                                                           |
| 2023 | Kleur Wonder                                     | One31        | Tập 42                                                               |
| 2023 | The Golden Singer                                | One31        | Tập 20                                                               |
| 2024 | School Rangers Extra Chapter: Once Upon a Ranger | Youtube      |                                                                      |
| 2024 | Anh trai "say hi" (mùa 1)                        | HTV2/VieON   | Tập 1, 2                                                             |

### Trong MV
| Năm  | Tên bài hát                                          | Thể hiện           | Vai                   | Ref.          |
| ---- | ---------------------------------------------------- | ------------------ | --------------------- | ------------- |
| 2017 | กว่าจะรู้ใจตัวเอง (Gwah Ja Roo Jai Tua Eng)              | Korapat Kirdpan    | S                     | [ 13 ]        |
| 2017 | ดีต่อใจ (Dee Tau Jai)                                  | Matung Radubdow    | Non                   | [ 14 ] [ 15 ] |
| 2017 | ออกตัว (Auk Tua)                                      | Lipta              | Oh                    | [ 16 ]        |
| 2018 | YOUniverse (จักรวาลเธอ) (YOUniverse (Juk Ka Wan Tur)) | Korapat Kirdpan    | Knight                | [ 17 ]        |
| 2019 | ทำตัวไม่ถูก (Thamtua Mai Thuk)                          | Chino Atipat       | Junior                | [ 18 ] [ 19 ] |
| 2020 | มาร์ชศรีนครินทร (Srinakharin March)                     | Saranyu Winaipanit | Học sinh              | [ 20 ]        |
| 2020 | ใจโทรมๆ (2020) (Thamtua Mai Thuk)                    | KH.SD Thaitanium   | Chàng trai ở quán bar | [ 21 ]        |
| 2021 | สวัสดีความรัก (Glad To See You)                         | Sandy Yanisa       | Senior                | [ 22 ]        |
| 2021 | แลกมาด้วยความโง่ (Laek Ma Duai Khwamngo)               | Boy Peacemaker     | Non                   | [ 23 ]        |
| 2021 | แค่เพื่อนมั้ง (Just Friend?)Khae Phuean Mang              | Korapat Kirdpan    | Pran                  | [ 24 ]        |
| 2022 | เพลงที่เพิ่งเขียนจบ (Our Song)                            | Korapat Kirdpan    | Pran                  |               |
| 2023 | Hurt                                                 | Tanont Chumroen    |                       |               |

## Âm nhạc
| Năm  | Tên bài hát                                                                              | Đài         | Ref.   |
| ---- | ---------------------------------------------------------------------------------------- | ----------- | ------ |
| 2016 | พ่อจะอยู่ในใจเสมอ (Nhiều nghệ sĩ) (Pho Ja Yu Nai Jai Samoe)                                 | TalalaTV    | [ 25 ] |
| 2017 | กว่าจะรู้ใจตัวเอง (Gwah Ja Roo Jai Tua Eng)                                                  | GMM Grammy  | [ 13 ] |
| 2018 | YOUniverse (จักรวาลเธอ) (YOUniverse (Juk Ka Wan Tur))                                     | GMM Grammy  | [ 17 ] |
| 2019 | YOUniverse (จักรวาลเธอ) - Special Version (YOUniverse (Jak Ka Wan Tur) - Special Version) | GMM Grammy  | [ 26 ] |
| 2020 | เปลี่ยนคะแนนเป็นแฟนได้ไหม (Love Score) - với SIZZY                                           | GMM Grammy  | [ 27 ] |
| 2020 | มองกี่ทีก็น่ารัก (Cute Cute)                                                                   | GMM Grammy  | [ 28 ] |
| 2021 | Boys Don't Cry (จักรวาลที่ฉันต้องการมีแค่เธอ ) (My Universe is You)                             | GMM Grammy  | [ 29 ] |
| 2021 | แค่เพื่อนมั้ง (Just Friend)                                                                   | GMM Grammy  | [ 24 ] |
| 2022 | เพลงที่เพิ่งเขียนจบ (Our Song)                                                                | GMM Grammy  |        |
|      | มีเธอมีฉัน (Safe Zone) (Nhiều nghệ sĩ GMM Grammy)                                           | GMM Grammy  |        |
| 2023 | สิ่งมหัศจรรย์ที่ไม่มีรูปแบบ (Unidentified Wonder)                                                 | RISER MUSIC |        |
| 2023 | KNOCK KNOCK (ft. Jorin 4EVE)                                                             | RISER MUSIC |        |
| 2023 | ความพยายามอยู่ที่ไหน (PLEASE TRY AGAIN)                                                      | RISER MUSIC |        |

## Chuyến lưu diễn
| Năm  | Tên chương trình                                                           | Ngày                         | Địa điểm                                 | Tham khảo |
| ---- | -------------------------------------------------------------------------- | ---------------------------- | ---------------------------------------- | --------- |
| 2022 | O-N Friend City Ohm – Nanon (1st Fan Meeting In Thailand)                  | Ngày 5 tháng 8 năm 2022      | UNION HALL, F6, UNION MALL               | [ 30 ]    |
| 2023 | Ohm Nanon 1st Fan Meeting in Manila                                        | Ngày 21 tháng 1 năm 2023     | Samsung Hall - SM Aura Premier           |           |
| 2023 | Ohm Nanon 1st Fan Meeting in Vietnam                                       | Ngày 18 tháng 2 năm 2023     | Nhà hát Bến Thành, Thành phố Hồ Chí Minh | [ 31 ]    |
| 2023 | Ohm Nanon 1st Fan Meeting in Hong Kong                                     | Ngày 5 tháng 3 năm 2023      | ROTUNDA 2, 3/F, KITEC                    | [ 32 ]    |
| 2023 | Ohm Nanon 1st Fan Meeting in Japan                                         | Ngày 11 tháng 3 năm 2023     | Harmony Hall Zama                        | [ 33 ]    |
| 2023 | Love Out Loud (LOL) Fan Fest 2023: LOVOLUTION cùng với dàn cast Our Skyy 2 | Ngày 24, 25 tháng 6 năm 2023 | Royal Hall Paragon, F5, Siam Paragon     |           |

## Giải thưởng và đề cử
| Indicates non-competitive categories | Thể hiện hạng mục không cạnh tranh |

| Năm  | Giải thưởng                       | Hạng mục                                      | Tác phẩm đề cử         | Kết quả   | Ref.   |
| ---- | --------------------------------- | --------------------------------------------- | ---------------------- | --------- | ------ |
| 2016 | Jewel of Thailand Award           | Nhân vật giới giải trí nổi bật                | —                      | Đoạt giải | [ 34 ] |
| 2017 | World Top Award                   | Nhân vật của năm                              | —                      | Đoạt giải | [ 35 ] |
| 2017 | Maya Awards                       | Nghệ sĩ nam đang lên nổi bật                  | Senior Secret Love     | Đề cử     | [ 36 ] |
| 2017 | Rattanakosin Active Citizen Award | Role Model Artists & Actors                   | —                      | Đoạt giải | [ 37 ] |
| 2018 | Buddha-anusorn Award              | Role Model of Buddhism Preservation           | —                      | Đoạt giải | [ 38 ] |
| 2018 | Golden Scales Award               | Outstanding Public Welfare Person of The Year | —                      | Đoạt giải | [ 39 ] |
| 2019 | Asian Television Awards           | Diễn viên chính xuất sắc nhất                 | The Gifted             | Đề cử     | [ 40 ] |
| 2019 | Thailand Master Youth             | Artists, Performers, Singers & Entertainers   | —                      | Đoạt giải | [ 41 ] |
| 2021 | 1st Siam Series Awards            | Diễn viên nổi bật                             | The Gifted: Graduation | Đoạt giải |        |
| 2021 | Asian Academy Creative Awards     | Diễn viên chính xuất sắc nhất                 | The Gifted: Graduation | Đề cử     | [ 42 ] |
| 2021 | 26th Asian Television Awards      | Diễn viên chính xuất sắc nhất                 | The Gifted: Graduation | Đề cử     | [ 43 ] |